# Edmund Hainisch
Edmund Hainisch (* 11. Februar 1895 in Stockerau; † 1. Februar 1985 in Tulln an der Donau) war ein österreichischer Politiker (ÖVP) und Buchhändler. Hainisch war von 1949 bis 1959 Abgeordneter zum Landtag von Niederösterreich.
Hainisch leistete seinen Militärdienst in den Jahren 1914 bis 1918 während des Ersten Weltkriegs ab und wurde während dieser Zeit mehrfach verwundet. Hainisch war beruflich als Buchhändler in Stockerau tätig, nach der Machtübernahme der Nationalsozialisten wurde er 1938 verhaftet. Nach dem Ende des Zweiten Weltkriegs vertrat er zwischen dem 5. November 1949 und dem 4. Juni 1959 die ÖVP im Niederösterreichischen Landtag, zudem war er von 1947 bis 1970 Gremialvorsteher in Niederösterreich für den Buch- und Papierhandel. Des Weiteren war Hainisch Kammerrat der Bundeskammer der gewerblichen Wirtschaft und trug den Berufstitel Kommerzialrat.